# Badia di Santa Maria di Pierno
La badia di Santa Maria di Pierno è un santuario dedicato alla Vergine Maria, sorto in una zona boschiva ai piedi del monte Pierno a nord-ovest della Basilicata, nel comune di San Fele (PZ).

## Storia

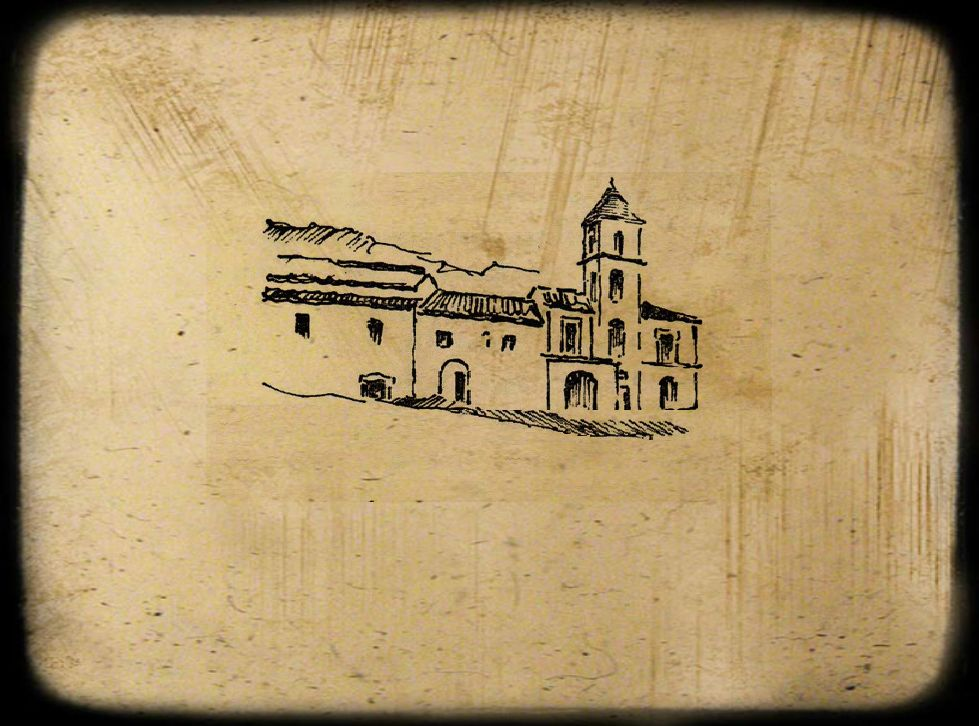
S. Maria di Pierno

Come la maggior parte dei monasteri, anche questo è stato edificato in una posizione isolata alle pendici di un monte, in loco horroris et vastae solitudinis. L'insediamento religioso pare risalire al XII secolo, in epoca normanna, ma non è esclusa una sua precedente frequentazione da parte di monaci greci provenienti da sud,  cacciati dai saraceni. Secondo la leggenda, la chiesa del complesso religioso sarebbe sorta nel 1139 per iniziativa di san Guglielmo da Vercelli illuminato dal ritrovamento di una statua lignea della Madonna proprio sul monte Pierno. I documenti provano che la chiesa fu data in concessione, a partire dal 1141, dal vescovo Ruggiero I, all'abbazia del Goleto, importante monastero femminile di Sant'Angelo dei Lombardi. Il monastero di Pierno fu la casa di monache benedettine e di monaci oblati, aiutati e protetti dai feudatari di Vitalba.
I primi consistenti lavori di ristrutturazione e completamento del complesso furono eseguiti alla fine del XII secolo, sotto la direzione di Gilberto da Balvano, feudatario del luogo, avvalendosi dell'opera dell'Architetto Sarolo e di valenti artigiani di Muro Lucano. Nel 1514 il santuario fu elevato alla dignità di badia da papa Leone X e conferito in patronato alla famiglia Caracciolo, feudatari del Vulture Melfese, per passare nel 1531 tra i possedimenti dei principi Doria, feudatari che successero ai Caracciolo. All'inizio del XVII secolo, mentre le diocesi di Melfi e Muro Lucano si contendevano la giurisdizione, il santuario si ritrovava quasi dismesso e con le strutture in disgregazione, a causa della perdita delle rendite badiali: vi soggiornavano solo un frate quale custode, un diacono quale serviente e un sacerdote quale abate.
Oltre alla chiesa, v'erano l'edificio quadrangolare ad uso monastero con cortile in mezzo e un giardino. Una porzione del monastero era adibita ad abitazione del sacrestano e forse a camere per i viandanti o i pellegrini.

## Curiosità
Una riproduzione della statua della Madonna di Pierno si trova nella chiesa di Sant'Antonio, St Anthony's Church, a Buffalo, nello Stato di New York. Donata da fedeli verso la fine del XIX secolo, ha subito recentemente un restauro. Dal 1941 i Sanfelesi di Buffalo portano in processione la statua di "Our lady of Pierno".
Ogni anno, nel mese di settembre, si celebra nel Villaggio Scalabrini di Austral una festa in onore della Madonna di Pierno a cura dell'"Associazione Madonna Assunta di Pierno", presieduta da Felice Pascale; mentre nel mese di agosto a Five Dock (zona di Sydney) si organizza una serata danzante con la partecipazione della numerosa comunità di Sanfelesi emigrati in Australia, soprattutto a partire dagli anni cinquanta. In Austral, i sanfelesi ed altri emigranti di Rapone e Muro Lucano hanno costruito una chiesetta, nella quale si trova la statua della Madonna; dal 1980, il 10 agosto 2014, la statua viene portata nella chiesa cattolica (All Hallows di Five Dock) per la celebrazione di una solenne messa cantata, cui segue un ricevimento in sala. La settimana dopo la statua viene riportata nella sua residenza ad Austral, che dista 40 km lontano da Sydney; ciò è stato pensato per consentire alle persone anziane di partecipare alle funzioni religiose.

## Gli scavi
Nel 1997 è iniziato un programma di scavi per capire l'evoluzione costruttiva dei corpi di fabbrica. I risultati dimostrano che le costruzioni si articolavano su due piani, di cui quello superiore corrispondeva al pavimento della chiesa e si sviluppava in un corridoio e un'aula magna rettangolare; quello inferiore, collegato con una scalinata in pietra, era a volte, anch'esso molto ampio. In esterno sono state ritrovare due sepolture, probabilmente di monaci, risalenti al XIV secolo.